# Coșereni
Coșereni est une commune du județ de Ialomița en Roumanie.